# Ferrocarfolita
La ferrocarfolita és un mineral de la classe dels silicats, que pertany al grup de la carfolita. Rep el nom per la seva relació amb la carfolita.

## Característiques
La ferrocarfolita és un silicat de fórmula química (Fe2+,Mg)Al₂(Si₂O₆)(OH)₄. Cristal·litza en el sistema ortoròmbic. La seva duresa a l'escala de Mohs és 5,5.
Segons la classificació de Nickel-Strunz, la ferrocarfolita pertany a «09.DB - Inosilicats amb 2 cadenes senzilles periòdiques, Si₂O₆; minerals relacionats amb el piroxens» juntament amb els següents minerals: balifolita, carfolita, magnesiocarfolita, potassiccarfolita, vanadiocarfolita, lorenzenita, lintisita, punkaruaivita, eliseevita, kukisvumita, manganokukisvumita, vinogradovita, paravinogradovita, nchwaningita, plancheïta, shattuckita, aerinita i capranicaïta.
L'exemplar que va servir per a determinar l'espècie, el que es coneix com a material tipus, es troba conservat al Museu Nacional d'Història Natural, a Washington DC (Estats Units), amb el número de registre: 106754.

## Formació i jaciments
Aquesta espècie va ser descrita a prtir de mostres obtingudes a les localitats de Tomata, Tamondjengi i Peleroe, totes tres a la província de Cèlebes Sud-oriental, a Indonèsia. També ha estat descrita a la República Txeca, França, Alemanya, Grècia, Espanya, Itàlia, Noruega i Oman.